# Голубенко, Алексей Александрович
Алексей Александрович Голубенко (1923—2001) — старший лейтенант Рабоче-крестьянской Красной Армии, участник Великой Отечественной войны, Герой Советского Союза (1945).

## Биография
Родился 11 февраля 1923 года в Ташкенте в семье служащего. Окончил десять классов школы. В июле 1941 года Голубенко был призван на службу в Рабоче-крестьянскую Красную Армию. С августа того же года — на фронтах Великой Отечественной войны. В 1943 году он окончил курсы младших лейтенантов. К апрелю 1945 года гвардии старший лейтенант Алексей Голубенко командовал ротой 35-й механизированной бригады 1-го механизированного корпуса 2-й гвардейской танковой армии 1-го Белорусского фронта. Отличился во время штурма Берлина.
Рота Голубенко одной из первых прорвалась в пригород Берлина Вейсензее и, несмотря на массированный вражеский огонь, продвинулась вперёд. Во время боёв роте удалось уничтожить противотанковую пехоту противника с фаустпатронами, дав тем самым дорогу танковым подразделениям. При поддержке танков рота вышла на окраину непосредственно Берлина и завязала уличные бои. В бою он был ранен, но поля боя не покинул, продолжая руководить действиями роты, и лишь получив второе тяжёлое ранение, оставил своё подразделение. Всего за время боёв в Берлине рота Голубенко уничтожила около 250 солдат и офицеров противника, ещё 83 взяла в плен, уничтожила 18 пулемётов, 4 зенитных орудия, 6 артиллерийских орудий, а также большое количество другой боевой техники.
Указом Президиума Верховного Совета СССР от 31 мая 1945 года за «образцовое выполнение боевых заданий командования на фронте борьбы с немецкими захватчиками и проявленные при этом мужество и героизм» гвардии старший лейтенант Алексей Голубенко был удостоен высокого звания Героя Советского Союза с вручением ордена Ленина и медали «Золотая Звезда» за номером 7648.
После окончания войны Голубенко был уволен в запас. В 1949 году он окончил Ташкентский юридический институт. Служил в органах МВД СССР, работал начальником следственного управления МВД Узбекской ССР. В 1970 году в звании полковника милиции вышел в отставку, перешёл на прокурорскую работу, был прокурором следственного отдела Прокуратуры Узбекской ССР, затем прокурором Ташкентской области.
Скончался 28 марта 2001 года, похоронен на воинском кладбище Ташкента.
Был также награждён двумя орденами Красного Знамени, орденами Отечественной войны 1-й степени и «Знак Почёта», а также рядом медалей.